# Siamaggiore
Siamaggiore település Olaszországban, Szardínia régióban, Oristano megyében. Lakosainak száma 871 fő (2023. január 1.). Siamaggiore Oristano, Tramatza, Zeddiani és Solarussa községekkel határos.

## Népesség
A település lakossága az elmúlt években az alábbi módon változott:
| Lakosok száma | 924  | 926  | 871  |
|               | 2017 | 2018 | 2023 |